# Liechtenstein Bus
Liechtenstein Bus est le réseau de transport en commun desservant la principauté du Liechtenstein, État situé entre la Suisse et l'Autriche, dont certaines lignes du réseau sont transfrontalières en direction de ces deux pays.
Créé en 2000, il est placé depuis 2012 sous l'autorité de LIEmobil (LIECHTENSTEINmobil), l'institution organisant les transports du pays et décidant de l'offre et de la tarification. Liemobil confie l'exploitation à BOS PS Anstalt, filiale de Bus Ostschweiz, qui délègue elle-même l'exploitation des véhicules à des transporteurs liechtensteinois.

## Histoire

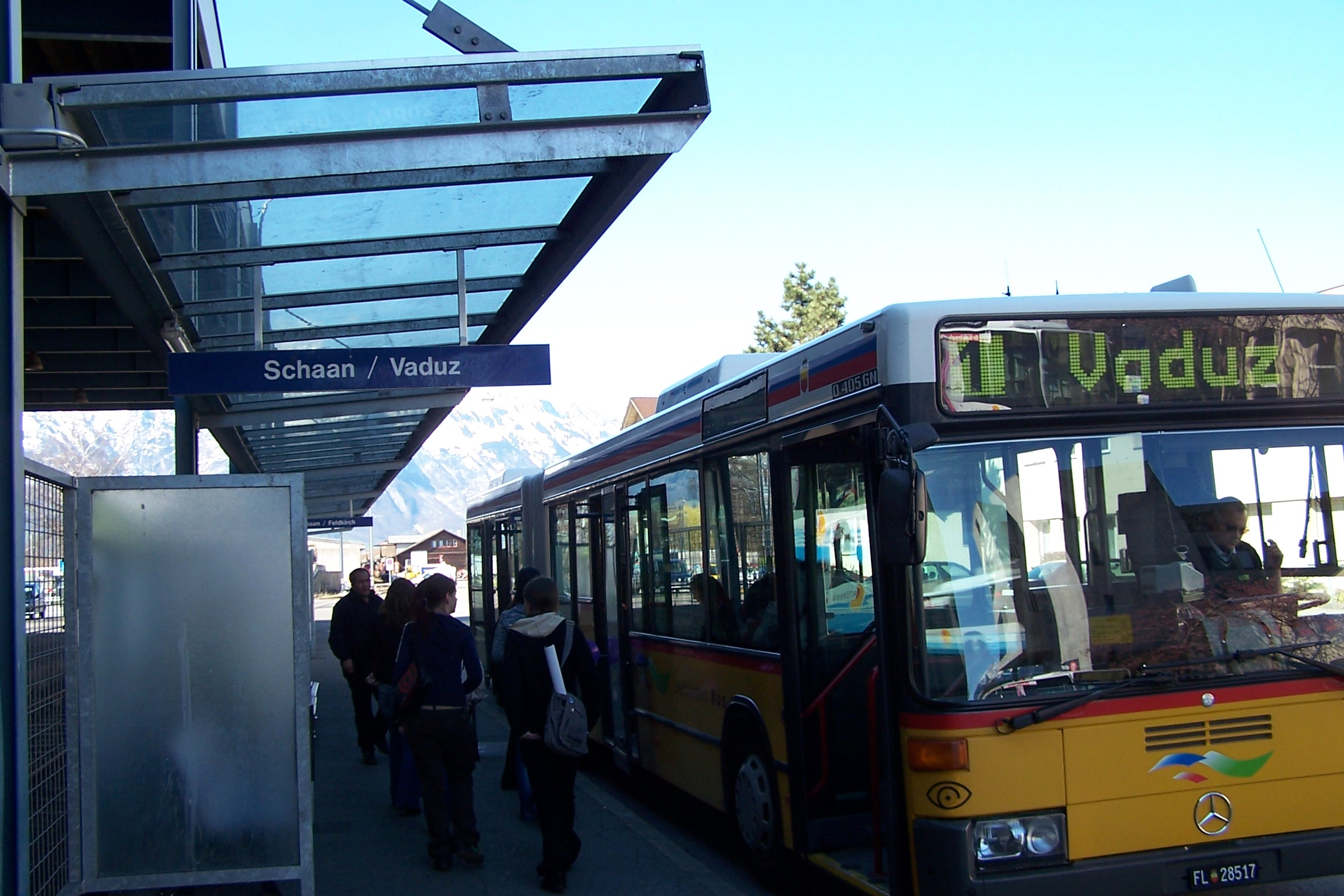
Un autobus arborant encore en 2006 les couleurs des cars postaux suisses.

Les concessions des lignes d'autobus de la principauté sont reprises en 1949 par la compagnie suisse CarPostal.
Le 1er janvier 2000, la Liechtenstein Bus Anstalt (LBA) est créée afin de reprendre la gestion des lignes de bus concédées desservant le pays,.
Le 22 mai 2000, il est décidé d'attribuer pour une durée de dix ans, à la suite d'un appel d'offres, l'exploitation du réseau à CarPostal, qui exploitait précédemment l'ensemble des lignes du pays sous ses couleurs, et aux sociétés Otto Frommelt Anstalt et Yvo Matt,. De l'ancienne flotte, seuls les véhicules à plancher bas sont conservés (Mercedes-Benz O 405, Setra S 315 NF), plus quelques vieux véhicules pour le transport scolaire, le reste est réformé et revendu.
Les premiers véhicules arborant la livrée nationale (couleur citron avec une bande verticale reprenant le drapeau national) ont été présentés le 21 juin 2001, il s'agit de MAN NÜ 313 et MAN NG 313 fonctionnant au GNV appartenant à l'exploitant Ivo Matt AG, et au nombre de 19 au total.
Le contrat avec CarPostal est renouvelé en 2011 pour dix années de plus. Le 1er janvier 2012, Liechtenstein Bus Anstalt est remplacé par LIEmobil mais le réseau conserve son nom commercial. CarPostal crée pour l'occasion une filiale nommée PostAuto Liechtenstein et met en service des MAN Lion's City à deux niveaux. Les premiers bus hybrides du pays, des Volvo 7700, ont aussi été mis en service à cette période, faisant partie d'une livraison de 25 bus neufs.
Depuis le 13 décembre 2015 la ligne 12 est combinée en heures de pointe avec la ligne 410 du réseau suisse RTB Rheintal Bus reliant Grabs à Buchs, les bus des deux compagnies assurant indifféremment les deux lignes, sans changement.
Le 11 décembre 2016 le zonage tarifaire, inchangé depuis 2002, est revu et simplifié à l'occasion de la mise en place du changement de grille horaire annuel, : Le zonage passe de huit (301 à 308) à quatre zones (301, 303, 305 et 307).
Depuis le 12 décembre 2021, le nouvel exploitant BOS PS Anstalt, filiale de l'entreprise suisse Bus Ostschweiz reprend les lignes de PostBus Liechtenstein mettant un terme aux activités de CarPostal dans la principauté.

## Le réseau

Logo de LIEmobil.

Le réseau dessert les 36 000 habitants du pays ainsi que ses onze communes. Il a transporté environ 5,6 millions de voyageurs en 2017.
Il est principalement assuré par BOS PS Anstalt, pour le compte de LIEMobil, en partenariat avec des compagnies locales, :
- Philipp Schädler Anstalt de Triesenberg ;
- Ivo Matt AG.

Pour le transport scolaire, outre les trois compagnies précitées on retrouve :
- Adolf Meier Autoreisen and Transporte AG de Mauren ;
- WMA Touristik Walter Marxer Autoreisen AG de Mauren.

### Lignes régulières
| Ligne | Trajet                                                                       | Opérateur                                            |
| ----- | ---------------------------------------------------------------------------- | ---------------------------------------------------- |
| 11    | Sargans – Trübbach (Wartau) – Vaduz – Bendern (Gamprin) – Mauren – Feldkirch | BOS PS Anstalt                                       |
| 12    | Schaan – Buchs                                                               | BOS PS Anstalt                                       |
| 13    | Balzers - Vaduz - Schaan – Eschen – Mauren – Schaanwald (- Feldkirch )       | BOS PS Anstalt                                       |
| 13E   | Balzers - Vaduz - Schaan – Eschen – Mauren                                   | BOS PS Anstalt                                       |
| 14    | (Vaduz -) Schaan – Feldkirch                                                 | BOS PS Anstalt                                       |
| 21    | Vaduz – Triesenberg – Malbun                                                 | BOS PS Anstalt                                       |
| 22    | Triesenberg – Gaflei                                                         | Philipp Schädler Anstalt                             |
| 24    | Sevelen – Vaduz                                                              | BOS PS Anstalt                                       |
| 26    | Schaan – Planken                                                             | Markus Jehle Anstalt                                 |
| 31    | Eschen – Bendern – Ruggell                                                   | BOS PS Anstalt                                       |
| 32    | Mauren – Eschen – Schellenberg (- Hinterschellenberg)                        | BOS PS Anstalt                                       |
| 33    | Mauren – Schellenberg (- Hinterschellenberg)                                 | BOS PS Anstalt                                       |
| 35    | (Nendeln (Eschen) –) Bendern – Gamprin – Hinterschellenberg (Schellenberg)   | BOS PS Anstalt                                       |
| 36E   | Triesen - Vaduz - Schaan – Bendern – Ruggell – Gisingen                      | BOS PS Anstalt                                       |
| 40    | Ortsbus Triesen                                                              | Ivo Matt AG                                          |
| 42    | Ortsbus Triesenberg - Balischguad                                            | N.C.                                                 |
| 70    | Klaus – Feldkirch – Nendeln – Bendern – Schaan                               | Landbus Oberes Rheintal (Verkehrsverbund Vorarlberg) |

### Lignes de nuit
| Ligne | Trajet                                                             | Opérateur      |
| ----- | ------------------------------------------------------------------ | -------------- |
| N1    | Feldkirch – Bendern – Schaan – Vaduz – Balzers                     | Ivo Matt AG    |
| N2    | Trübbach (Wartau) – Triesen – Vaduz – Schaan – Bendern – Feldkirch | Ivo Matt AG    |
| N3    | Buchs – Schaan – Vaduz – Triesenberg (– Guferwald)                 | BOS PS Anstalt |
| N4    | Schaan – Gamprin – Schellenberg (-Hinterschellenberg)              | Ivo Matt AG    |

### Skibus
Ces lignes fonctionnent en période hivernale, de décembre à mars, les week-ends et jours fériés ou tous les jours durant les vacances scolaires.
| Ligne | Trajet                                     | Opérateur |
| ----- | ------------------------------------------ | --------- |
| B     | Malbun (Triesenberg) – Schaanwald (Mauren) |           |
| C     | Malbun (Triesenberg) – Balzers             |           |

## Exploitation

### Matériel roulant
Le réseau est exploité à l'aide de près de 42 autobus. Depuis 2015, les véhicules de l'exploitant sont remisés à Vaduz et dans un second dépôt, plus petit, à Mauren.
Comptant à l'origine plus d'une douzaine de bus fonctionnant au GNV, le réseau a progressivement réduit leur nombre depuis 2011, six bus en fin de vie ont été remplacés par cinq bus Diesel en 2015, les premiers bus du réseau répondant aux normes anti-pollution Euro 6,. Le choix de privilégier les bus Diesel et hybrides est justifié par LIEmobil par les coûts de maintenance élevés de ce type de motorisation. En 2017, il ne reste que trois bus au gaz.
| Nombre | Marque          | Modèle             | Mise en service          | Remarques                                                                            |
| ------ | --------------- | ------------------ | ------------------------ | ------------------------------------------------------------------------------------ |
| 1      | Hess-Scania     | SwissDiesel N280UB | 2014                     | Midibus                                                                              |
| 4      | MAN Truck & Bus | Lion's City DD     | 2009, 2011               | Bus à impériale                                                                      |
| 2      | Mercedes-Benz   | Citaro K           | 2011                     | Midibus                                                                              |
| 3      | Mercedes-Benz   | Citaro LE          | 2016, 2017               |                                                                                      |
| 9      | Mercedes-Benz   | Citaro Ü           | 2011                     |                                                                                      |
| 14     | Mercedes-Benz   | Citaro G           | 2009, 2011, 2015 et 2016 | Bus articulés. Les trois exemplaires de 2009 fonctionnent au GNV, le reste au Diesel |
| 2      | Mercedes-Benz   | Sprinter City      | 2015                     | Minibus                                                                              |
| 1      | Mercedes-Benz   | Vario              | 2015                     | Minibus                                                                              |
| 4      | Setra           | S 415 NF           | 2011                     |                                                                                      |
| 2      | Volvo Buses     | 7700               | 2011                     | Bus hybride                                                                          |

### Dépôts
Depuis 2015, les véhicules de l'exploitant sont remisés à Vaduz et dans un second dépôt, plus petit, à Mauren.

### Tarification et financement
Les recettes tarifaires couvent 20 % des frais d'exploitation, le reste est couvert par des subventions publiques. La subvention gouvernementale a diminué de 2010 à 2014 dans le cadre de mesures d'austérité, passant de 18 à 14 millions de francs suisses, obligeant à des hausses tarifaires afin de compenser le manque à gagner.
En 2015, près de 200 000 tickets ont été vendus à bord des bus, dont près de 25 % sont des billets « courte distance ».
Le Swiss Travel Pass est utilisable au Liechtenstein, mais ne peut être acheté par les résidents du pays.